# კ
კ（グルジア語: კანი、/kʼanɪ/）は、現行のグルジア文字の10番目の文字（正書法改正前は11番目）である。

## 使用
ジョージア語では軟口蓋放出音[kʼ]を表す。記数法では数値20を表す。
ジョージア国内のラズ語でも使用されている。トルコ国内で使用されているラズ語ラテン・アルファベットの「Ǩ」または「Kʼ」に対応する。アブハズ語（1937年から1954年まで）およびオセット語（1938年から1954年まで） のグルジア文字表記法でも使用されていたが、現在はキリル文字が主に使われ、アブハズ語で「К」と、オセット語で「Къ」と記される。
ジョージア語のラテン文字化では「K」または「Kʼ」と記す。グルジア語の点字では記号⠅（U + 2805）となる。

## 字形
| アソムタヴルリ | ヌスフリ | ムヘドルリ | ムタヴルリ |
| -------------- | -------- | ---------- | ---------- |
|                |          |            |            |

## 符号位置
| 文字 | Unicode | JIS X 0213 | 文字参照          | 備考           |
| ---- | ------- | ---------- | ----------------- | -------------- |
| Ⴉ    | U+10A9  | -          | &#x10A9; &#4265;  | アソムタヴルリ |
| ⴉ    | U+2D09  | -          | &#x2D09; &#11529; | ヌスフリ       |
| Კ    | U+1C99  | -          | &#x1C99; &#7321;  | ムタヴルリ     |
| კ    | U+10D9  | -          | &#x10D9; &#4313;  | ムヘドルリ     |